# Reds United FC
Der Reds United Football Club war ein irischer Fußballverein aus Dublin.

## Geschichte
Im Juni 1934 wurde der Verein Shelbourne FC von der League of Ireland ausgeschlossen, nachdem sich der Club weigerte, eine verhängte Geldstrafe wegen illegaler Spielerabwerbung zu bezahlen. Der Ligaplatz ging an den Waterford FC. Ehemalige Mitglieder und Spieler des Shelbourne FC gründeten daraufhin den Verein Reds United und bewarben sich erfolgreich um einen Platz in der Leinster Senior League. Dort wurde die Mannschaft auf Anhieb Meister und wurden zusammen mit dem Lokalrivalen Brideville FC in die League of Ireland aufgenommen. Auch dort war das Team erfolgreich und erreichte in der Saison 1935/36 den vierten Platz. 
Nachdem der Shelbourne FC die Zusage erhielt, zur Saison 1936/37 wieder in der League of Ireland aufgenommen zu werden, zog sich Reds United aus der Liga zurück und löste sich auf.
Der Verein nahm zweimal am irischen Pokalwettbewerb teil. In der Saison 1934/35 traf die Mannschaft in der ersten Runde auf den Lokalrivalen Bohemians FC und unterlag im Wiederholungsspiel mit 3:4. Das erste Spiel endete mit 3:3. Ein Jahr später gewannen die Reds United in der ersten Runde mit 4:1 bei GSK Cork, unterlagen dann aber in Runde zwei mit 1:2 beim Dundalk FC.

## Erfolge
- Meister der Leinster Senior League: 1935